# Baronía de Cheste al Campo

Escudo del municipio de Cheste, de donde tomó el nombre la baronía de Cheste al Campo

La Baronía de Cheste al Campo es un título nobiliario español creado el 30 de junio de 1467 por el rey Juan II de Aragón por vínculo creado, previa facultad real a favor de Berenguer de Mercader, señor de Chestalcamp (Cheste al Campo) en el Reino de Valencia.
El Título fue rehabilitado en 1903 por el rey Alfonso XIII, a favor de Antonio Mercader y Tudela, VII marqués de Malferit, barón de Montichelvo.
Su denominación hace referencia al municipio de Cheste en la provincia de Valencia.

## Barones de la Cheste al Campo
|                                 | Titular                                 | Periodo                        |
| Creación por Juan II de Aragón  | Creación por Juan II de Aragón          | Creación por Juan II de Aragón |
| ------------------------------- | --------------------------------------- | ------------------------------ |
| I                               | Berenguer de Mercader                   | 1467-                          |
| II                              | Diego Mercader y Cascasona              | ? -1753                        |
| III                             | Pedro Mercader y Calatayud              | 1753-1765                      |
| IV                              | Pascual Mercader y Calatayud            | 1765-1788                      |
| V                               | José Mercader y Onofrio                 | 1788-1833                      |
| VI                              | Pascual Mercader y Roca                 | 1833-1867                      |
| Rehabilitación por Alfonso XIII |                                         |                                |
| VII                             | Antonio Mercader y Tudela               | 1903-1934                      |
| VIII                            | María de los Dolores Mercader y Vallier | 1945-1981                      |
| IX                              | Rafael Garrigues y Mercader             | 1982-2013                      |
| X                               | Marta Garrigues y Mercader              | 2015-2022                      |
| XI                              | Fernando Goig Garrigues                 | 2022-actual titular            |

## Historia de los Barones de Cheste al Campo
- Berenguer de Mercader, I barón de Cheste al Campo. Le sucedió:

- Diego Mercader y Cascasona (1681-1753), II barón de Cheste al Campo. Le sucedió su hijo:

- Pedro Mercader y Calatayud (1727-1765), III barón de Cheste al Campo. Le sucedió su hermano:

- Pascual Mercader y Calatayud (1730-1788), IV barón de Geste al Campo Le sucedió su hijo:

- José Mercader y Onofrio (1713-1833), V barón de Cheste al Campo, marqués de la Vega de Valencia. Le sucedió su hijo:

- Pascual Mercader y Roca, VI barón de Cheste al Campo

Rehabilitación en 1903 por:
- Antonio Mercader y Tudela (1861-1934), VII barón de Cheste al Campo, VII marqués de Malferit, XIV barón de Montichelvo, gentilhombre grande de España con ejercicio y servidumbre del rey Alfonso XIII.

Casó con Dolores Vallier y García-Alessón.
- María de los Dolores Mercader y Vallier (1892-1981), VIII baronesa de Cheste al Campo.

Casó con Emilio Puchol y Miquel. Le sucedió de la hija de su hermano Pascual, María Luisa Mercader y Sánchez-Domenech (1932-1997), IX marquesa de Malferit, IV marquesa de la Vega de Valencia que había casado con Rafael Garrigues y Trenor, el hijo de éstos, por tanto su sobrino nieto:
- Rafael Garrigues y Mercader (1956-2013), IX barón de Cheste al Campo, X marqués de Malferit, V marqués de la Vega de Valencia, XVI barón de Montichelvo (por suceder a su tía abuela Matilde). Le sucede su hermana:

- Marta Garrigues y Mercader (n. 1959), X baronesa de Cheste al Campo, XI marquesa de Malferit, VI marquesa de la Vega de Valencia, XVII baronesa de Montichelvo.

Casó con Severiano Goig Escudero. Sucedió su hijo, por distribución:
- Fernando Goig Garrigues, XI barón de Cheste al Campo.[1]